# Henri Becquerel

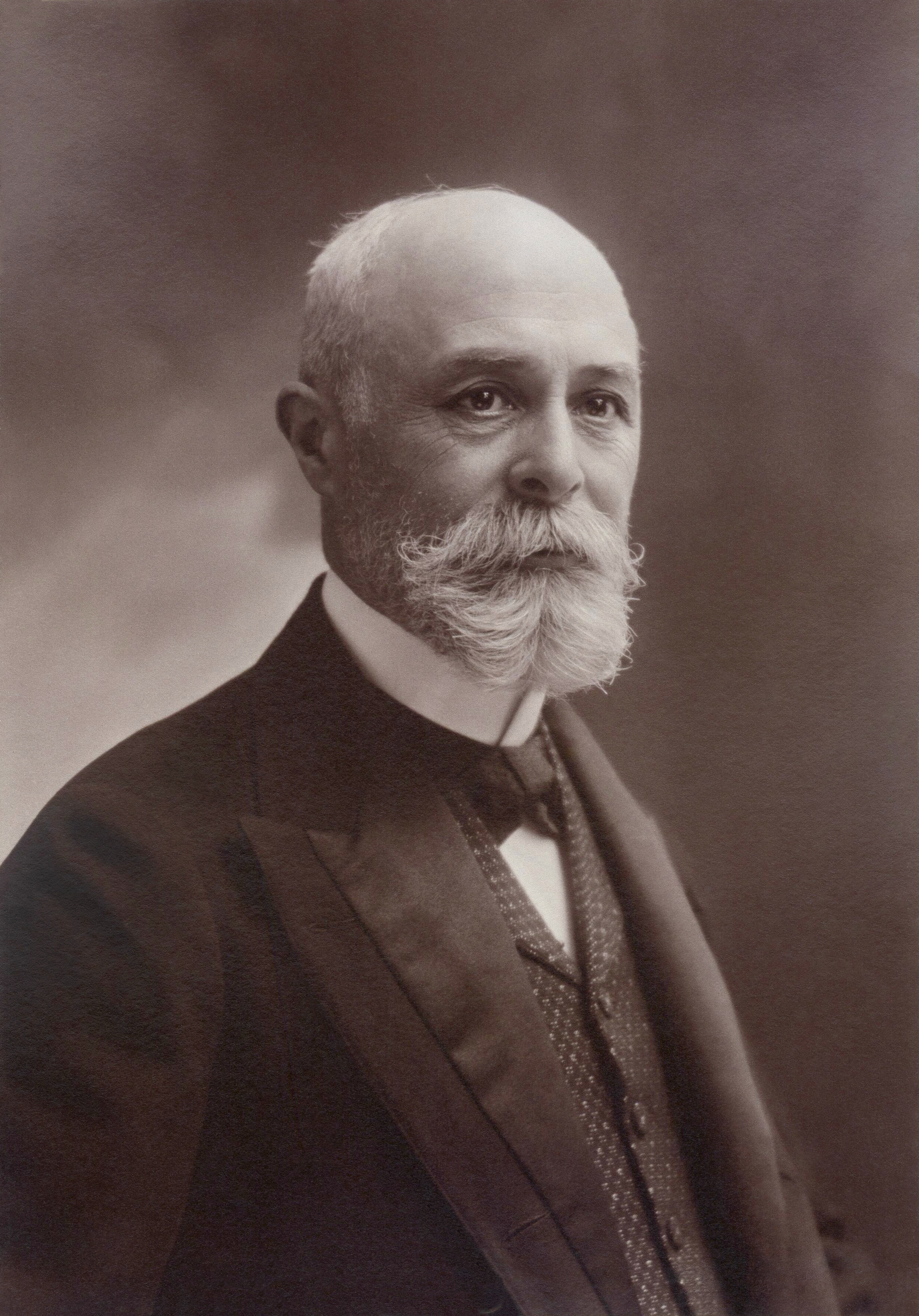
Henri Becquerel

Antoine Henri Becquerel (* 15. Dezember 1852 in Paris; † 25. August 1908 in Le Croisic, Département Loire-Atlantique) war ein französischer Physiker. Er entdeckte 1896 die Radioaktivität und erhielt 1903 gemeinsam mit Marie und Pierre Curie den Nobelpreis für Physik. Sein Vater war Alexandre Edmond Becquerel, der Entdecker des photoelektrischen Effekts.

## Leben und Wirken
Becquerel studierte 1872 bis 1874 an der École Polytechnique. 1874 heiratete er Lucie Jamin, die Tochter von Jules Jamin. Aus dieser Verbindung stammt als Sohn der Physiker Jean Becquerel. Von 1874 bis 1877 setzte er sein Studium an der École nationale des ponts et chaussées fort. Danach begann Becquerel seine akademische Karriere als Assistent an der École polytechnique, deren Lehrstuhl für Physik er 1895 erhielt. Nachdem seine Ehefrau verstorben war, heiratete er 1890 Louise Lorieux. 1896 experimentierte Becquerel mit der Phosphoreszenz von Uransalzen. Nachdem er auf einige in einem dunklen Raum deponierte Präparate eine Fotoplatte gelegt hatte, bemerkte er am 1. März 1896, dass die Platte geschwärzt wurde, obwohl zuvor kein Licht einfallen konnte, das die Uransalze zur Phosphoreszenz hätte anregen können. Dies war ein Hinweis darauf, dass eine Strahlung existiert, die nicht zum Spektrum des sichtbaren Lichts gehört – diese Strahlung nannte Becquerel Uranstrahlen. Ähnliche Eigenschaften weisen auch die kurz vorher entdeckten Röntgenstrahlen und die Kathodenstrahlen auf. Becquerel hatte mit diesem Versuch die Radioaktivität entdeckt. 1900 wies er bei weiteren Forschungen nach, dass die aus dem Atomkern entweichenden schnellen Elektronen (β-Strahlung) magnetisch ablenkbar sind.
Becquerel führte daneben wichtige Forschungen zur Phosphoreszenz, Spektroskopie und Absorption von Licht durch.
Er starb im Alter von 55 Jahren, möglicherweise an den Folgen ionisierender Strahlung. Er hatte Verbrennungen auf der Haut vom Umgang mit radioaktiven Materialien.
Er wurde auf dem Cimetière ancien (deutsch Alter Friedhof) von Châtillon-Coligny im Familiengrab der Becquerels bestattet.

## Ehrungen
- 1900 wurde ihm die Rumford-Medaille der Royal Society verliehen, in die er am 4. Juni 1908 aufgenommen wurde.
- 1903 teilte sich Becquerel den Nobelpreis für Physik mit den französischen Physikern Pierre Curie und Marie Curie für ihre Arbeit zur Radioaktivität. Er erhielt den Preis „als Anerkennung des außerordentlichen Verdienstes, das er durch die Entdeckung der spontanen Radioaktivität erworben hat.“
- 1905 wurde ihm die Barnard-Medaille verliehen.
- 1970 wurde der Mondkrater Becquerel nach ihm benannt.
- 1973 wurde der Marskrater Becquerel nach ihm benannt.
- 1975 wurde die Maßeinheit Becquerel für die Aktivität nach ihm benannt.
- 1996 wurde der Asteroid (6914) Becquerel nach ihm benannt.[3]

Becquerel war Mitglied mehrerer wissenschaftlicher Akademien. 1889 wurde er Mitglied der Académie des sciences. Seit 1904 gehörte er der Preußischen Akademie der Wissenschaften als korrespondierendes Mitglied an, seit 1905 der National Academy of Sciences als auswärtiges Mitglied (Foreign Associate). 1902 wurde er gewähltes Mitglied der American Philosophical Society.

## Schriften (Auswahl)
- Sur les radiations émises par phosphorescence. In: Comptes Rendus de l’Académie des sciences. Band 122, 1896, S. 420–421 (online).
- Sur les radiations invisibles émises par les corp s phosphorescents. In: Comptes Rendus de l’Académie des sciences. Band 122, 1896, S. 501–503 (online).
- Sur quelquer propriétés nouvelles des radiations invisibles émises par divers corps phosphorescents. In: Comptes Rendus de l’Académie des sciences. Band 122, 1896, S. 559–564 (online).
- Sur les radiations invisibles émises par les sels d’uranium. In: Comptes Rendus de l’Académie des sciences. Band 122, 1896, S. 689–694 (online).
- Sur les propriétés différentes des radiations invisibles émises par les sels d’uranium, et du rayonnement de la paroi anticathodique d’un tube de Crookes. In: Comptes Rendus de l’Académie des sciences. Band 122, 1896, S. 762–767 (online).
- Émission de radiation nouvelles par l’uranium métallique. In: Comptes Rendus de l’Académie des sciences. Band 122, 1896, S. 1086–1088 (online).
- Sur diverses propriétés des rayons uraniques. In: Comptes Rendus de l’Académie des sciences. Band 123, 1896, S. 1086–1088 (online).
- Recherches sur les rayons uraniques. In: Comptes Rendus de l’Académie des sciences. Band 124, 1897, S. 438–444 (online).
- Sur la loi de la décharge dans l’air de l’uranium électrisé. In: Comptes Rendus de l’Académie des sciences. Band 124, 1897, S. 800–803 (online).
- Influence d’un champ magnétique sur le rayonnement des corps radio-actifs.  In: Comptes Rendus de l’Académie des sciences. Band 129, 1899, S. 996–1001 (online).

- Sur le rayonnement de l’uranium et sur diverses proprietes physiques du rayonnement des corps radio-actifs. In: Rapports présentés au Congrès international de physique réuni à Paris en 1900 sous les auspices de la Société française de physique. Band 3, Gauthier-Villars, Paris 1900, S. 47–78.
- Recherches sur une Propriete Nouvelle de la Matiere. = Memoires de l'Academie des Sciences. Band 46, Fermin-Didot, Paris 1903 (online).